# Anwil
Anwil är en ort och kommun i distriktet Sissach i kantonen Basel-Landschaft, Schweiz. Kommunen har 537 invånare (2023).